# 奥古斯特·基乌鲁
奥古斯特·基乌鲁（芬蘭語：August Kiuru，1922年7月12日—2009年2月23日），芬兰男子越野滑雪运动员。他曾代表芬兰参加1948年和1956年冬季奥林匹克运动会越野滑雪比赛，获得二枚银牌。